# George Talbot, IV conte di Shrewsbury
George Talbot IV conte di Shrewsbury (Shifnal, 1468 circa – South Wingfield, 26 luglio 1538) è stato un nobile britannico, era nipote per parte di padre di Humphrey Stafford, I duca di Buckingham.

## L'uomo dei re
George Talbot nacque nello Shropshire attorno al 1468 da John Talbot, III conte di Shrewsbury (12 dicembre 1448-28 giugno 1473) e Catherine Stafford, figlia di Humphrey Stafford, I duca di Buckingham.
Della giovinezza di George si sa molto poco, fin da giovane si distinse per essere un buon combattente e lo fece spesso per conto di Enrico VII d'Inghilterra distinguendosi in modo particolare contro Lambert Simnel, uno dei tanti aspiranti al trono che fiorivano in quel periodo, nella Battaglia di Stoke Field combattuta nel 1487. In seguito a questa vittoria, che pose fine formalmente alla Guerra delle due rose, George venne insignito dell'Ordine del Bagno. Quando due anni dopo nacque Margherita Tudor George fu uno dei suoi padrini. Nel giugno del 1509 al trono salì il secondogenito di Enrico, Enrico VIII d'Inghilterra e George continuò a servire il nuovo sovrano distinguendosi in diverse occasioni come grande guerriero. Seguendo la tradizione Enrico VII lo aveva già nominato nel 1473 Lord High Stewart of Ireland, incarico che era attribuito per via ereditaria e che prese alla morte del padre, mentre Enrico VIII nel 1509 lo creò Siniscalco di Corte e Tenente Generale per il Nord. Nel giugno del 1520 George fu presente al Campo del Drappo d'Oro e sul fronte militare venne spesso mandato ai confini del nord per sorvegliare i movimenti degli scozzesi.
La sua fedeltà al re non venne meno quando nel 1525 Enrico volle divorziare dalla moglie Caterina d'Aragona per sposare la propria amante Anna Bolena testimoniando contro la regina al processo che doveva stabilire la validità o meno del suo matrimonio con il sovrano. Quando il cardinale Thomas Wolsey non riuscì ad ottenere per il re l'annullameno da Papa Clemente VII George fu tra coloro che abbandonarono il prelato accelerando così la sua caduta, quando questi fu arrestato nel novembre del 1530 per tradimento fu George ad ospitarlo in casa propria.
Quando nel 1536 nel nord scoppiò la rivolta nota come il Pilgrimage of Grace George andò per sedarla insieme agli altri realisti tra cui John Russel, I conte di Bedford, Francis Bryan (1490 circa-2 febbraio 1550) e William FitzWilliam, I conte di Southampton (1490 circa-15 ottobre 1542). Costoro, raccolte le truppe si prepararono a fronteggiare i rivoltosi che incontrarono ad Ampthill, nel Bedfordshire. George e Thomas Howard, III duca di Norfolk si trovarono con Robert Aske (1500-12 luglio 1537), il leader del movimento, per negoziare un armistizio che venne raggiunto dando la possibilità ai rivoltosi di porre le loro richieste al re.

## Matrimoni, figli e morte
Talbot era nato in una famiglia estremamente ricca ed ebbe così il modo di vivere nel modo che più gli piaceva. Rompendo con la tradizione di famiglia, si spostò a Sheffield, dove andò ad abitare nel Castello di Sheffield costruito un paio di secoli prima dai Baroni Furnivall. Nello stesso castello venne impriogianata, per mano del nipote, George Talbot, VI conte di Shrewsbury (1528-18 novembre 1590), Maria Stuarda. Nel 1520 George fece aggiungere una piccola cappella, per uso famigliare, alla Cattedrale di Sheffield, cappella che esiste a tutt'oggi.
Talbot morì nel Derbyshire all'età di circa 70 anni, il 26 luglio 1538 e venne sepolto accanto alla prima moglie Anne Hastings, contessa di Shrewsbury (1471 circa-1520). Accanto a loro due, nel 1567, venne posta la sua seconda moglie Elizabeth Walden (1491-1567).
Il primo matrimonio avvenne il 27 giugno 1481, Anne Hastings era sua seconda cugina ed era figlia di William Hastings (1431 circa-13 giugno 1483) e Katherine Neville. Anche la moglie era una presenza a corte, essendo una delle dame di compagnia di Caterina d'Aragona.
Dalla prima moglie, Anne Hastings, ebbe 11 figli:
- Francis Talbot, V conte di Shrewsbury (1500 circa-1560)
- Elizabeth Talbot (1507 circa-dopo il 6 maggio 1552)
- Margaret Talbot
- Mary Talbot (morta il 16 aprile 1572), sposò Henry Percy, VI conte di Northumberland
- Henry Talbot
- John Talbot
- John Talbot (entrambi morti giovani)
- William Talbot
- Richard Talbot
- Dorothy Talbot
- Anne Talbot

Dalla seconda moglie, Elizabeth Walden, ebbe due figli:
- Anne Talbot (18 marzo 1523-18 luglio 1588), sposò in seconde nozze William Herbert, I conte di Pembroke
- John Talbot

Talbot appare nel telefilm I Tudors, dove viene interpretato dall'attore Gavin O'Connor (attore). Nel telefilm è stato rappresentato come più giovane di circa 30 anni.